# Hidrazin
Hidrazin (diazan) neorgansko jedinjenje je sa formulom . On je bezbojna zapaljiva tečnost sa mirisom sličnom amonijaku. Hidrazin je veoma toksičan i veoma je nestabilan, osim ako se njime rukuje u rastvoru. Godine 2002. je proizvedeno oko 260.000 tona. Hidrazin se uglavnom koristi kao agens za formiranje pene u pripremi polimernih pena, a nalazi i znatnu primenu kao prekurzor za polimerizacione katalizatore i lekove. Osim toga, hidrazin se koristi u raznim raketnim gorivima i za pripremu gasnih prekurzora koji se koriste u vazdušnim jastucima. Hidrazin se koristi u nuklearnim i konvencionalnim električnim centralama u sistemima vodene pare kao sakupljač kiseonika, kojim se kontrolišu koncentracije rastvorenog kiseonika radi redukovanja korozije.

## Molekulska struktura i osobine
Hidrazin formira monohidrat koji ima veću gustinu (1,032 g/cm3) od anhidratnog materijala.
Hidrazin se može formirati iz dva molekula amonijaka uklanjanjem jednog vodonika po molekulu. Svaka  podjedinica je piramidalnog oblika. N-N rastojanje je 1,45 Å (145 ), i molekul poprima  konformaciju. Rotaciona barijera dva puta veća od etana. Ova strukturna svojstva su slična gasovitom vodonik peroksidu, koji poprima zakrivljenu antiklinalnu konformaciju, i takođe ima jaku rotacionu barijeru.
Hidrazin ima bazna (alkalna) hemijska svojstva, slična amonijaku:
sa vrednostima:
(za amonijak  = 1,78 x 10−5)
Hidrazin se teško deprotonuje:
Toplota sagorevanja hidrazina u kiseoniku (vazduhu) je 194,1 x 105 .

## Literatura
- Martel, B.; Cassidy, K. (2004). Chemical Risk Analysis: A Practical Handbook. Butterworth–Heinemann. стр. 361. ISBN 978-1-903996-65-2.

## Spoljašnje veze
- [http://www.princeton.edu/~orggroup/supergroup_pdf/rmatunasAGM5hydrazine.pdf